# Lucian Chițescu
Lucian Chițescu (n. 14 iulie 1933, Laloșu, jud. Vâlcea - d. 10 noiembrie 2015, București) a fost un istoric, arheolog și muzeograf român.

## Viața și activitatea
Lucian Chițescu s-a născut în data de 14 iulie 1933 în comuna Laloșu, județul Vâlcea, unde a absolvit cursurile școlii primare între 1941 și 1945. După război, familia sa (tatăl Marin, mama Sevastița și cei trei copii – Lucică, Constantin și Victor) s-a mutat la București, acolo unde tânărul Lucian a urmat cursurile Liceului Gheorghe Lazăr și ale Liceului clasic mixt, obținând bacalaureatul în 1952. Între anii 1952 și 1953, a lucrat ca muncitor necalificat la uzinele „Grivița Roșie”, devenind sudor calificat. În 1953 își începe studiile universitare la Facultatea de Istorie a Universității din București, unde s-a specializat în istorie generală și arheologie. După încheierea acestora a fost repartizat ca muzeograf principal la Muzeul Castelului Bran. În urma căsătoriei cu o colegă de facultate, pe nume Maria, și-a prilejuit mutarea la București, la Muzeul Militar Central, unde a devenit șef de secție în 1969. În același an se transferă la Comitetul de Stat pentru Cultură și Artă, ca inspector la Direcția Muzee.
A avut o activitate științifică remarcabilă, fiind unul dintre cei mai recunoscuți arheologi ai istoriei medievale românești din anii `70-80 ai secolului trecut. Împreună cu colegii săi, Lucia Marinescu, George Trohani, Valeriu Leahu, Anca Păunescu și alții au constituit prima echipă de specialiști care au avut menirea de a pune bazele Muzeului Național de Istorie a României, locul în care și-a desfășurat întreaga activitate științifică până în momentul pensionării. Din 1973 și până în 1992 a coordonat Secția de Istorie Medievală a muzeului, oferind sprijin, exemplu și ajutor generațiilor de tineri specialiști.
Dincolo de activitatea de muzeograf, cu tot ceea ce a presupus aceasta, numele lui Lucian Chițescu se invidualizează în istoria arheologiei române din a doua jumătate a secolului XX. Astfel, prin inițiativa, energia și dăruirea sa, harta arheologiei medievale românești s-a îmbogățit cu două șantiere de referință: Cetatea Romanului și Orașul de Floci.

## Opera
- Principalele rezultate istorice ale cercetărilor arheologice din cetatea medievală de la Gâdinți (r. Roman), în Studii și Cercetări de Istorie Veche, XVII (1966), 2, p. 405-413.[2]
- Cu privire la localizarea cetății Crăciuna, în Studii și Cercetări de Istorie Veche, XVIII (1967), 2, p. 351-359.[2]
- Cu privire la tehnica de construcție a Cetății Noi de lângă Roman, în Studii și Cercetări de Istorie Veche, 4, p. 661-669.[2]
- Fortificațiile din pământ și lemn pe teritoriul țărilor române în evul mediu, în "Materiale de muzeografie și istorie militară", I-III, 1969-1970, p. 46-61.[2]